# Примитивный элемент конечного поля
Примитивным элементом конечного поля {\displaystyle GF(p^{m})} называется всякий первообразный корень степени {\displaystyle p^{m}-1}, то есть всякий генератор мультипликативной группы этого поля.

## Свойства
- Если {\displaystyle \alpha } — примитивный элемент поля {\displaystyle GF(p^{m})}, то любой другой примитивный элемент может быть получен как степень {\displaystyle \alpha ^{k}}, где k — целое число, взаимно простое с {\displaystyle p^{m}-1}. Поэтому количество различных примитивных элементов в поле {\displaystyle GF(p^{m})} равно значению функции Эйлера {\displaystyle \varphi (p^{m}-1)}.
- Минимальный многочлен примитивного элемента поля {\displaystyle GF(p^{m})} называется примитивным многочленом над полем {\displaystyle GF(p)}.